# Carlos Isamitt
Carlos Isamitt Alarcón (ur. 13 marca 1887 w Rengo, zm. 2 lipca 1974 w Santiago) – chilijski kompozytor i malarz.

## Życiorys
Ukończył Escuela Normal w Santiago, uzyskując dyplom nauczyciela muzyki (1904). Studiował muzykę w Conservatorio Nacional de Música u Santo Lo Priore (altówka) oraz Domingo Brescii i Pedro Humberto Allende (kompozycja), a także malarstwo w Escuela de Bellas Artes de Chile. W latach 1924–1927 przebywał w Europie, odwiedził Włochy, Francję, Hiszpanię i Holandię. Reprezentował Chile na międzynarodowym kongresie i wystawie sztuk plastycznych w Paryżu w 1925 roku. Po powrocie do Chile pełnił w latach 1927–1928 funkcję dyrektora Escuela de Bellas Artes, następnie był pracownikiem wydziału sztuki w ministerstwie oświaty. Wykładał muzykę i metodologię w Conservatorio Nacional de Música, był też przewodniczącym związku kompozytorów chilijskich. Od 1965 roku członek Academia Chilena de Bellas Artes

## Twórczość
Ceniony był jako muzyk i malarz zarówno w kraju, jak i za granicą. Prowadził działalność jako folklorysta, w latach 1931–1937 przebywał wśród Araukan, studiując ich język, zwyczaje i kulturę oraz gromadząc nagrania ich tradycyjnej muzyki. W swojej twórczości sięgał po tematy, skale i instrumentarium indiańskie. Był pierwszym chilijskim kompozytorem, który zastosował skalę dwunastodźwiękową (1939).

## Ważniejsze kompozycje
(na podstawie materiałów źródłowych)

### Utwory orkiestrowe
- Suita symfoniczna (1932)
- Mito araucano (1937)
- 7 motivos poéticos (1944)
- Friso araucano na wiolonczelę i orkiestrę (1950)
- Danza ritual na orkiestrę kameralną (1951)
- 4 movimientos sinfónicos (1960)
- Koncert na harfę i orkiestrę kameralną (1957)
- Koncert skrzypcowy (1966)
- poemat symfoniczny Lautaro (1970)
- Suita na zespół instrumentów (1970)

### Utwory kameralne
- Kwintet fortepianowy (1972)
- 2 kwartety smyczkowe (I 1928, II 1936)
- Pastorales na wiolonczelę i fortepian (1939)
- Sonata na flet solo (1954)
- Suita na flet (1959)
- 3 danzas na harfę (1961)

### Utwory fortepianowe
- sonata Evocación araucana (1932)
- Studies nr 2–7 (1932–1939)
- Leyendas (1939)

### Pieśni
- 8 tonadas chilenas (1918–1923)
- 15 cantos araucanos (1932)
- 5 cantos huilliches (1945)

### Utwory wokalno-instrumentalne
- Friso araucano na sopran, tenora i orkiestrę (1931)
- Cantos de paz na głos i smyczki (1932)
- Travin ül na baryton, klarnet, fagot, 2 trąbki, kotły i wiolonczelę (1941)
- Te küduam mapuche na głos, fagot i kultrun (1958)
- Himno para universitarios na głos i orkiestrę (1961)
- Cantata huilliche na sopran, baryton i orkiestrę (1965)

### Balety
- El pozo de oro (1942)
- El grito de la sangre (1969)

### Inne
- sztuka dziecięca Gato con botas (1941)